# كعكي
كعكي شخصية دمية في برنامج افتح يا سمسم قام بدوره الممثل عدنان عاشور، و هي مبنية على شخصية بالأنكليزية:Cookie Monster).

## روابط خارجية
- كعكي على موقع IMDb (الإنجليزية)
- كعكي على موقع الموسوعة البريطانية (الإنجليزية)
- كعكي على موقع ميوزك برينز (الإنجليزية)
- كعكي على موقع أول ميوزيك (الإنجليزية)
- كعكي على موقع ديسكوغز (الإنجليزية)
- كعكي على موقع ديسكوغز (الإنجليزية)